# فان وان‌خای
فان وان‌خای (ویتنامی: Phan Văn Khải؛ زادهٔ ۲۵ دسامبر ۱۹۳۳ – درگذشته ۱۷ مارس ۲۰۱۸) یک سیاست‌مدار اهل ویتنام که از ۱۹۹۷ تا ۲۰۰۶ نخست‌وزیر این کشور بود.